# Jean L'Helgouach
Jean L'Helgouach (parfois orthographié L'Helgouac'h), né le 22 avril 1933 à Meknès au Maroc et mort le 29 février 2000 à Nantes, est un archéologue et préhistorien français, spécialiste de la préhistoire de la Bretagne.

## Formation
Jean L'Helgouach effectue ses études secondaires de 1943 à 1950 à Rennes, puis il y poursuit ses études supérieures. Il obtient sa licence en sciences naturelles en 1953. Par le biais d'Yves Coppens, il intègre l'équipe dirigée par Pierre-Roland Giot et participe notamment aux fouilles des sites mégalithiques de Saint-Just, de Men-ar-Rumpet, de l'île Carn, de Barnenez, de l'île Guenioc. Entré comme stagiaire au Centre national de la recherche scientifique, il prépare, sous la direction de Pierre-Roland Giot, une thèse de doctorat sur Les sépultures mégalithiques en Armorique, qu'il soutiendra après son service militaire effectué en Algérie (1958-1960),. Cette thèse, qui présente une séquence évolutive des divers types de tombes mégalithiques de Bretagne à partir d'une typologie comparée des architectures et des mobiliers, sera reprise dans son ouvrage de référence Sépultures mégalithiques en Armorique publié en 1965, ouvrage qui fait encore autorité.

## Travaux
Devenu directeur de recherche au CNRS, Jean L'Helgouach prend la direction de la circonscription des antiquités préhistoriques des Pays de la Loire (1969-1989) ce qui l’amènera à diriger de nombreux chantiers de fouilles archéologiques sur des sites mégalithiques en Bretagne et dans tout l’ouest de la France (Champ-Grosset, Crec'h Quillié, Prajou-Menhir, Gâvres, Larcuste, Dissignac, dolmens transeptés de Pornic, les Prises). De 1986 à 1994, il codirige l'équipe interinstitutionnelle chargée de l'importante opération de Locmariaquer. À cette occasion, il démontre des phénomènes de réemploi et d'iconoclasie dans la grande architecture mégalithique armoricaine, à travers une retentissante publication Les idoles qu'on abat (1983),. Il s’intéresse à la question des navigations atlantiques préhistoriques et à leur possible évocation sur les dalles gravées de Mané Lud, Trébeurden ou Commana. Parallèlement, il s'intéresse à des problématiques annexes comme le paléoenvironnement (marais de Brière, tourbières du Morbihan littoral) et l'origine minéralogique des éléments de parure (gîte de variscite de Pannecé),.

## Carrière académique
Enseignant de préhistoire à l’université de Nantes jusqu'à sa retraite, Jean L'Helgouach est le fondateur du Laboratoire de préhistoire armoricaine de cette université. Il collabore à de nombreux colloques (Congrès de la société préhistorique française à Rennes en 1989, colloque international sur le Néolithique de Vannes en 1990, colloque international sur l'art mégalithique de Nantes en 1995) et publications (membre fondateur de la Revue archéologique de l'Ouest).

## Organismes et associations
Jean L'Helgouach est aussi le créateur de l’Association de recherches préhistoriques et protohistoriques des Pays de la Loire. Il est membre du Conseil supérieur de la recherche archéologique (1979-1984), de la Commission supérieure des Monuments historiques (1982-1985), du Conseil scientifique du Centre national de Préhistoire,.

## Musicien
Parallèlement à ses activités scientifiques, Jean L'Helgouach fut un musicien (1er prix de violon et d'alto au Conservatoire de Rennes) passionné de musique bretonne. Il a été penn-soner (chef-d'orchestre) de la Kevrenn de Rennes, avec laquelle il a participé à de nombreux enregistrements. Il a créé l'école de bombarde de Rennes en 1966. Jean L'Helgouach est l'auteur d'une Marche funèbre de Bagad (1955), de la marche "War zu an heol" (o sevel) - "Du côté où le soleil se lève", d'une suite "mégalithique" pour bombarde, trompette, cor, trombone et tuba (1976), d'une suite pour cornemuse et ensemble de violoncelles (1986) et d'une "évocation sonore de l'âge du bronze" pour lur, trombone et percussion (1988). Sa discographie est riche d'une quinzaine de références.

## Décorations et postérité
Il est titulaire de la Médaille commémorative d'Algérie et chevalier de l'ordre national du Mérite (1988). Il est décoré de l'ordre de l'Hermine en 1997 pour son dévouement à la cause bretonne, en reconnaissance de ses multiples apports à une région qu'il aimait d'une passion profonde bien que discrète et raisonnée.
Une place porte son nom dans la commune de Locmariaquer depuis le 9 juin 2007.

## Publications
Auteur de plus de 160 publications scientifiques, concernant majoritairement le mégalithisme, ses recherches abordent aussi la transition du Néolithique vers l'Âge du bronze dans l'ouest de la France, travaux qui se traduiront par sa collaboration avec les éditions Ouest-France aux ouvrages Préhistoire de la Bretagne et Protohistoire de la Bretagne.
Parmi ses près de 200 publications, on peut citer notamment :
- 1956 : École de bombarde
- 1962 : La Bretagne, préhistoire et protohistoire en collaboration avec Pierre-Roland Giot et Jacques Briard
- 1965 : Les sépultures mégalithiques en Armorique (dolmens à couloir et allées couvertes), Rennes, Travaux du Laboratoire d'anthropologie Préhistorique de la Faculté des Sciences, 330 pages.
- 1979 : Préhistoire de la Bretagne
- non publié : (1980-) Inventaire des mégalithes de Loire-Atlantique (recherches disponibles auprès du centre de documentation du musée Dobrée à Nantes)